# Lavado de pies (Battistello Caracciolo)
El Lavado de pies es una cuadro de 1622 del pintor napolitano Battistello Caracciolo (1578-1635), creado bajo la técnica de óleo sobre lienzo (400×400 cm) y conservado en el coro de la iglesia de la Cartuja de San Martino en Nápoles.
Se considera una de las mayores obras maestras del maestro napolitano.

## Historia
Encargado a Caracciolo en abril de 1622 —el contrato de cesión se conserva en los archivos estatales de Nápoles—, fue colocado en el coro de la Cartuja de San Martino en septiembre del mismo año.
La obra forma parte de un ciclo pictórico más amplio que decora el coro de la iglesia de la Cartuja —dedicado al tema del misterio eucarístico— y cuya finalización llevó varias décadas. 
Además del lienzo de Caracciolo, situado en la pared izquierda de la sala, este ciclo comprende la Comunión de los Apóstoles de Jusepe de Ribera (en la misma pared que Lavado de pies ), la Pascua de los judíos de Massimo Stanzione, la Última Cena de los herederos de Paolo Veronese (ambos en la pared derecha) y, en la pared del fondo, la Adoración de los Pastores de Guido Reni, situada en el altar del coro. Finalmente, el retablo está coronado por el fresco del luneto que representa la Crucifixión, obra de Giovanni Lanfranco.
El gran lienzo para la Cartuja de San Martino es el primer encargo importante obtenido por Battistello Caracciolo a su regreso a Nápoles tras una larga estancia fuera de la ciudad en la que probablemente visitó Roma, trabajó en Génova y se alojó en Florencia invitado por el gran duque Cosme II de Médicis.

Los nuevos estímulos suscitados por este viaje se reflejan en su Lavado de pies, obra maestra de la madurez artística de Caracciolo.

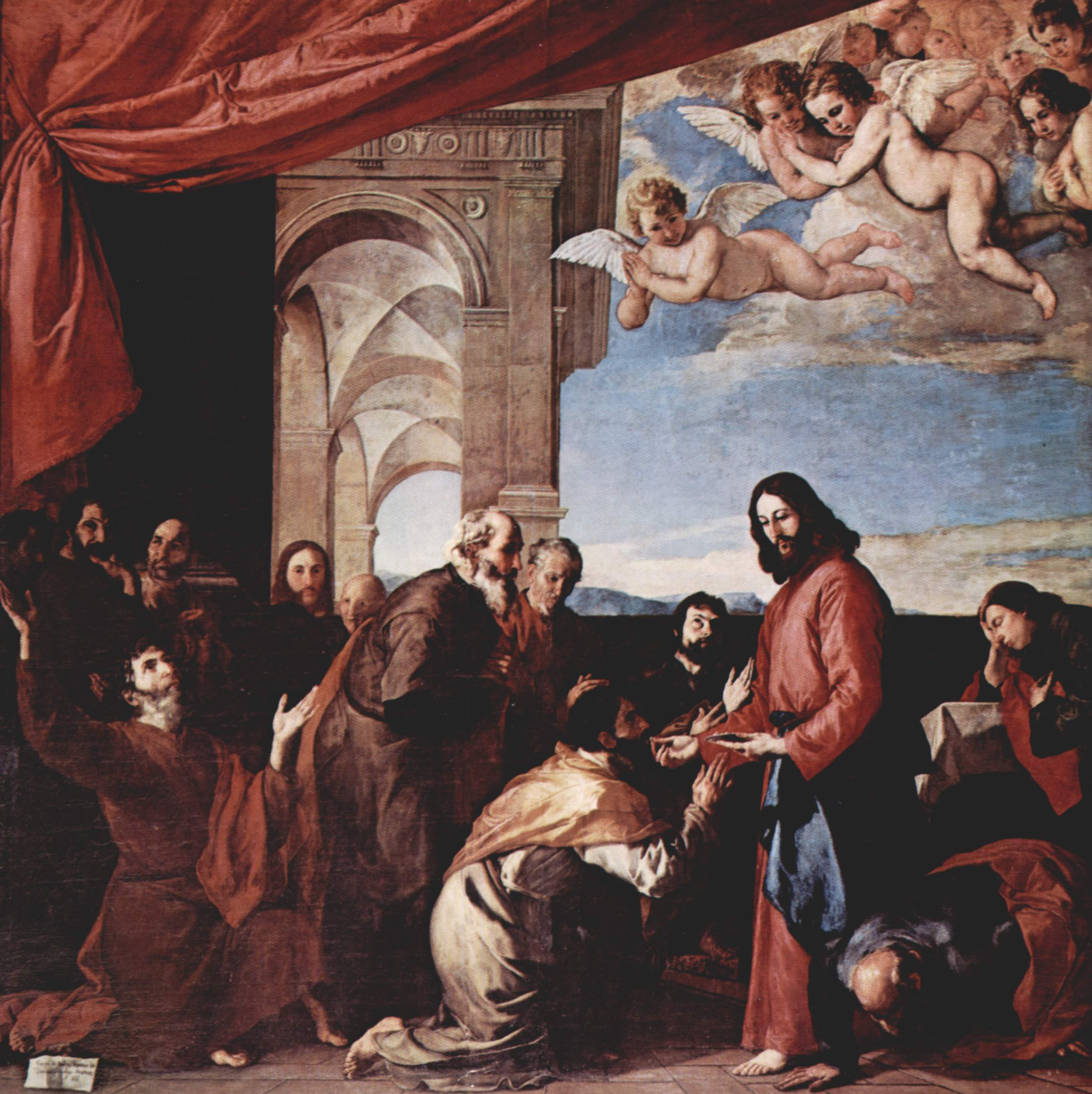
Jusepe de Ribera, Comunión de los Apóstoles, 1651
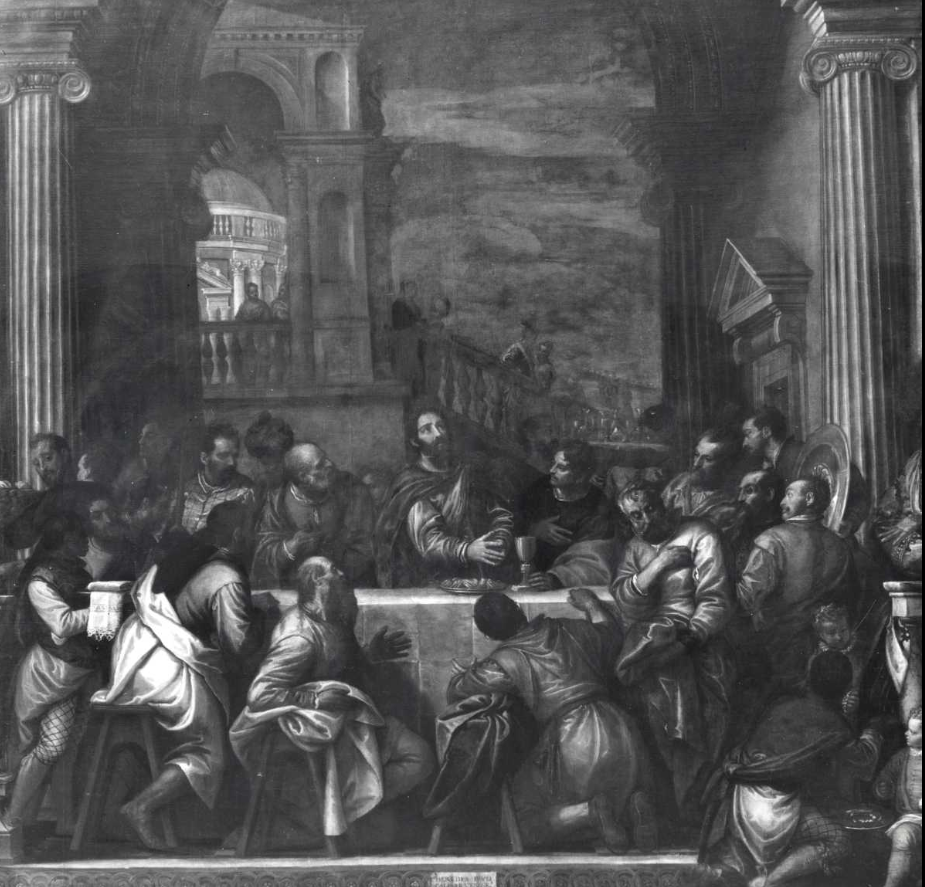
Taller de Paolo Veronese, Última Cena, 1589
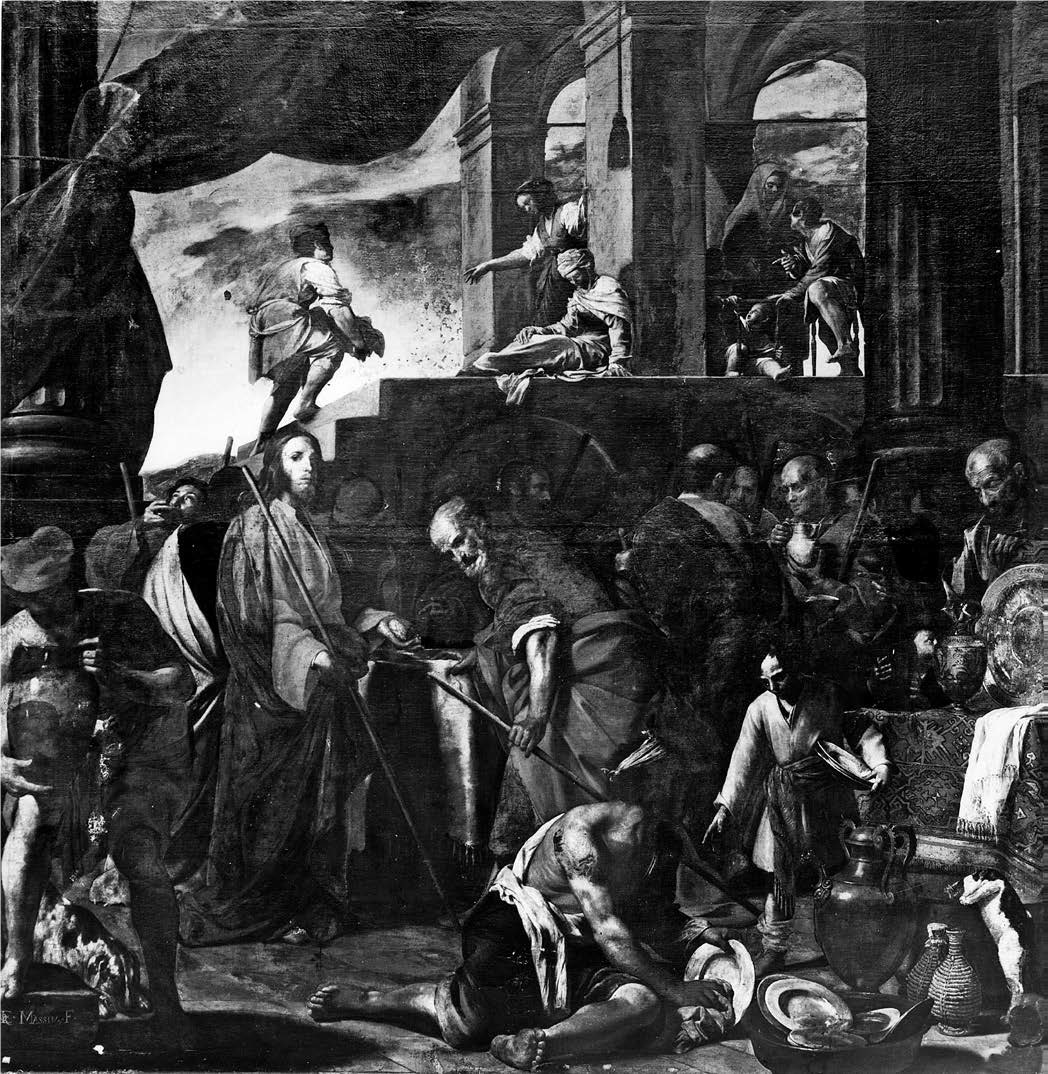
Massimo Stanzione, Pascua de los judíos, 1639
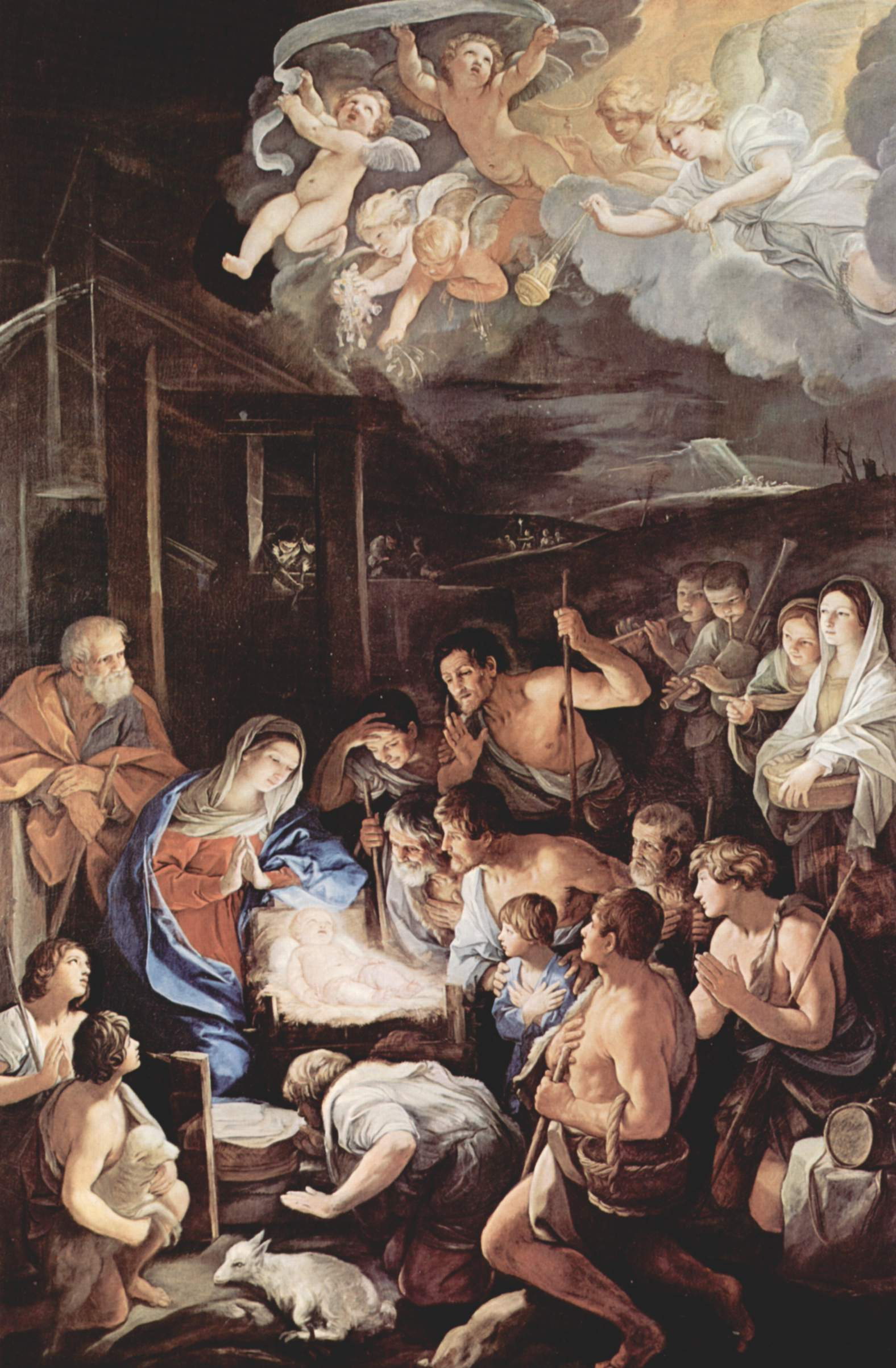
Guido Reni, Adoración de los pastores, 1642
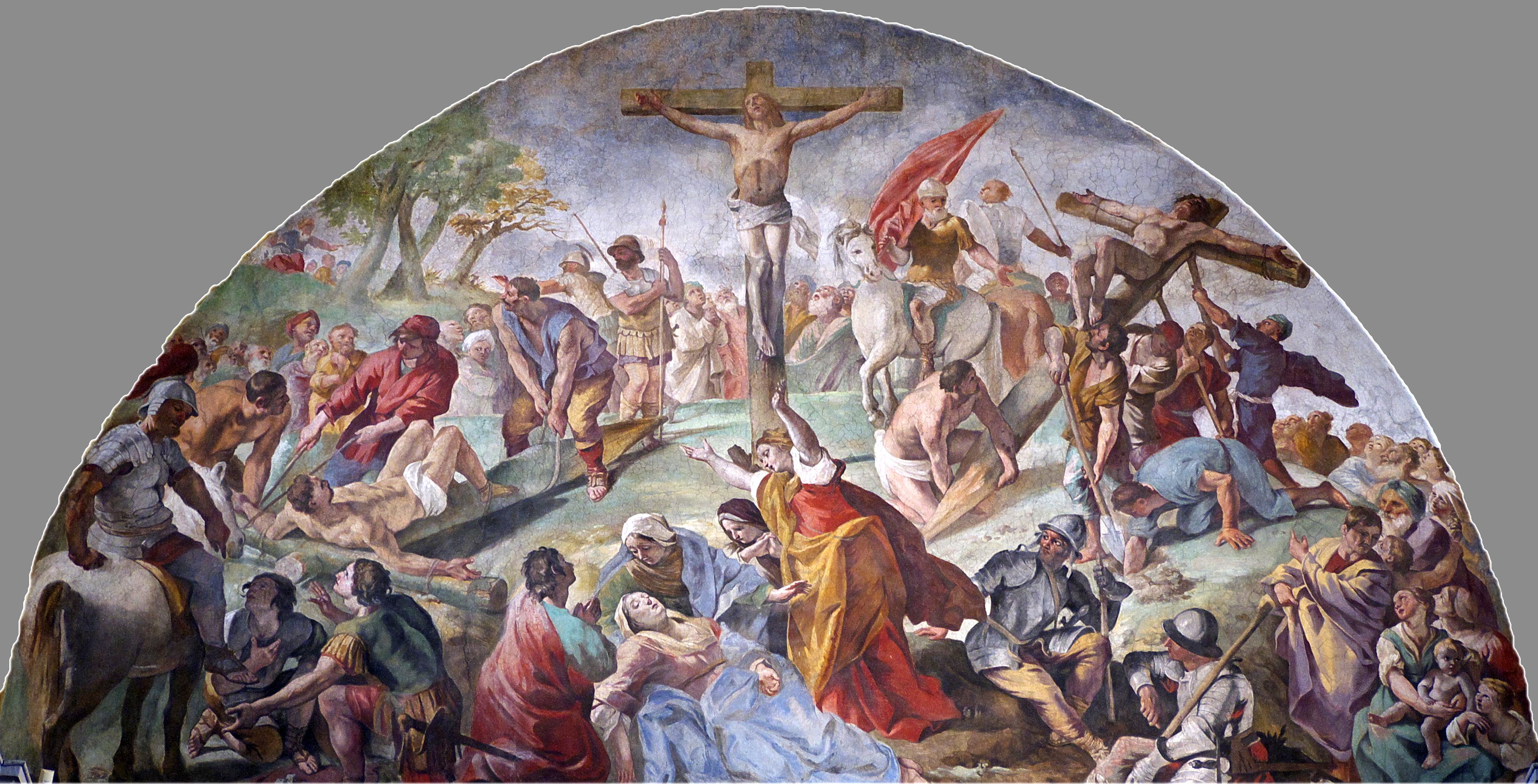
Giovanni Lanfranco, Crucifixión, 1637

## Descripción y estilo
El lienzo representa el episodio evangélico (Juan 13, 1-15) en el que Jesús, antes de la última cena, lava los pies a los apóstoles, acto que simboliza el amor de Cristo por los humildes.
Vemos entonces a Jesús vestido con una túnica escarlata -con una toalla blanca colgada del cinturón- arrodillándose ante Pedro. Éste, que no puede comprender el gesto de Jesús, trata humildemente de esquivarlo, pues no se considera digno de él. Los demás apóstoles se asombran con miradas y gestos de incredulidad..
El caravaggismo ortodoxo practicado por Battistello Caracciolo en sus primeros años es aquí objeto de nuevas meditaciones por parte del artista, debidas probablemente a los estímulos recibidos durante el periodo que pasó lejos de Nápoles. 
La distribución horizontal de los espectadores con una disposición casi de friso, sus masas sólidas y su colocación coherente en un espacio caracterizado arquitectónicamente, así como el sentido monumental de la composición, son precisamente indicios de la evolución que el Lavado de pies marca para Caracciolo. Incluso las gamas cromáticas de las vestiduras de Cristo y de los apóstoles que emergen en el fuerte claroscuro (éste todavía al estilo de Caravaggio) miran a modelos diferentes. 
Sobre la mesa detrás de Jesús, bien iluminada para subrayar su valor simbólico, hay una hogaza de pan. Es una alusión evidente al pan eucarístico, elemento que también aparece en los otros lienzos de las paredes laterales del coro y en el que se resume el sentido alegórico del ciclo. Alegoría que se resuelve en la pared del fondo, donde el Verbo se hace carne en el retablo de Reni y se ofrece en holocausto por la salvación de la humanidad en el fresco de Lanfranco.  
Reconocido ya por Roberto Longhi como la obra capital de Battistello, los estudios posteriores sobre Caracciolo consideran unánimemente el Lavatorio de los pies como una de sus grandes obras y probablemente su obra maestra, así como una de las pinturas más notables del barroco napolitano. 